# Malbrans
Malbrans ist eine französische Gemeinde mit 167 Einwohnern (Stand: 1. Januar 2022) im Département Doubs in der Region Bourgogne-Franche-Comté.

## Geographie
Malbrans liegt auf 548 m über dem Meeresspiegel, fünf Kilometer westlich von Ornans und etwa 14 Kilometer südsüdöstlich der Stadt Besançon (Luftlinie). Das Dorf erstreckt sich im Jura, auf einem Hochplateau, das nördlich an das tief eingeschnittene Erosionstal der Loue anschließt.
Die Fläche des 8,74 km² großen Gemeindegebiets umfasst einen Abschnitt der Schichtstufenlandschaft des westlichen französischen Juras. Der Hauptteil des Gebietes wird vom Hochplateau von Malbrans eingenommen, das durchschnittlich auf 540 m liegt. Es ist teils von Acker- und Wiesland, teils von Wald bestanden und zeigt nur relativ geringe Reliefunterschiede. Das gesamte Plateau besitzt keine oberirdischen Fließgewässer, weil das Niederschlagswasser im verkarsteten Untergrund versickert. Die Landschaft ist geprägt durch verschiedene Karstphänomene, beispielsweise die Grotte de la Colombière und der Gouffre de Vauvourgier. Die südliche Abgrenzung verläuft oberhalb einer aus widerstandsfähigen Kalken gebildeten Felsschicht, die steil zum Tal der Loue abfällt. Mit 624 m wird auf dem Rocher de Punay im Norden des Hochplateaus die höchste Erhebung von Malbrans erreicht. Nach Osten erstreckt sich das Gemeindeareal in den Bois de Narpent und bis in das Tal Combe de Punay, das zur Loue entwässert wird.
Nachbargemeinden von Malbrans sind Les Monts-Ronds im Norden, Tarcenay-Foucherans im Osten, Scey-Maisières im Süden sowie Montrond-le-Château im Westen.

## Geschichte
Im Mittelalter gehörte Malbrans zur Herrschaft Montrond. Zusammen mit der Franche-Comté gelangte das Dorf mit dem Frieden von Nimwegen 1678 an Frankreich. Heute ist Malbrans Mitglied des Gemeindeverbandes Loue-Lison.

## Sehenswürdigkeiten
Die Dorfkirche von Malbrans wurde im 18. Jahrhundert erbaut. Im Ortskern sind verschiedene Bauernhäuser im charakteristischen Stil der Franche-Comté aus dem 17. bis 19. Jahrhundert erhalten. 

## Bevölkerung
| Jahr                       | 1962 | 1968 | 1975 | 1982 | 1990 | 1999 | 2006 | 2016 |
| Einwohner                  | 125  | 120  | 111  | 115  | 120  | 102  | 120  | 152  |
| Quellen: Cassini und INSEE |      |      |      |      |      |      |      |      |

Mit 167 Einwohnern (1. Januar 2022) gehört Malbrans zu den kleinsten Gemeinden des Départements Doubs. Nachdem die Einwohnerzahl in der ersten Hälfte des 20. Jahrhunderts deutlich abgenommen hatte (1881 wurden noch 228 Personen gezählt), wurden seit Beginn der 1970er-Jahre nur noch geringe Schwankungen verzeichnet.

## Wirtschaft und Infrastruktur
Malbrans war bis weit ins 20. Jahrhundert hinein ein vorwiegend durch die Landwirtschaft (Ackerbau, Obstbau und Viehzucht) und die Forstwirtschaft geprägtes Dorf. Die Ziegelei in den Combes de Punay wurde 1839 gegründet. Nach der Betriebsschließung 1928 wurde sie in eine Sägerei umgewandelt. Daneben gibt es heute einige Betriebe des lokalen Kleingewerbes. Mittlerweile hat sich das Dorf auch zu einer Wohngemeinde gewandelt. Viele Erwerbstätige sind Wegpendler, die in den größeren Ortschaften der Umgebung ihrer Arbeit nachgehen.
Die Ortschaft liegt abseits der größeren Durchgangsstraßen, ist aber von der Hauptstraße D67, die von Besançon nach Ornans führt, leicht erreichbar. Weitere Straßenverbindungen bestehen mit Scey-en-Varais, Montrond-le-Château und Les Monts-Ronds.